# Lozère megye községei

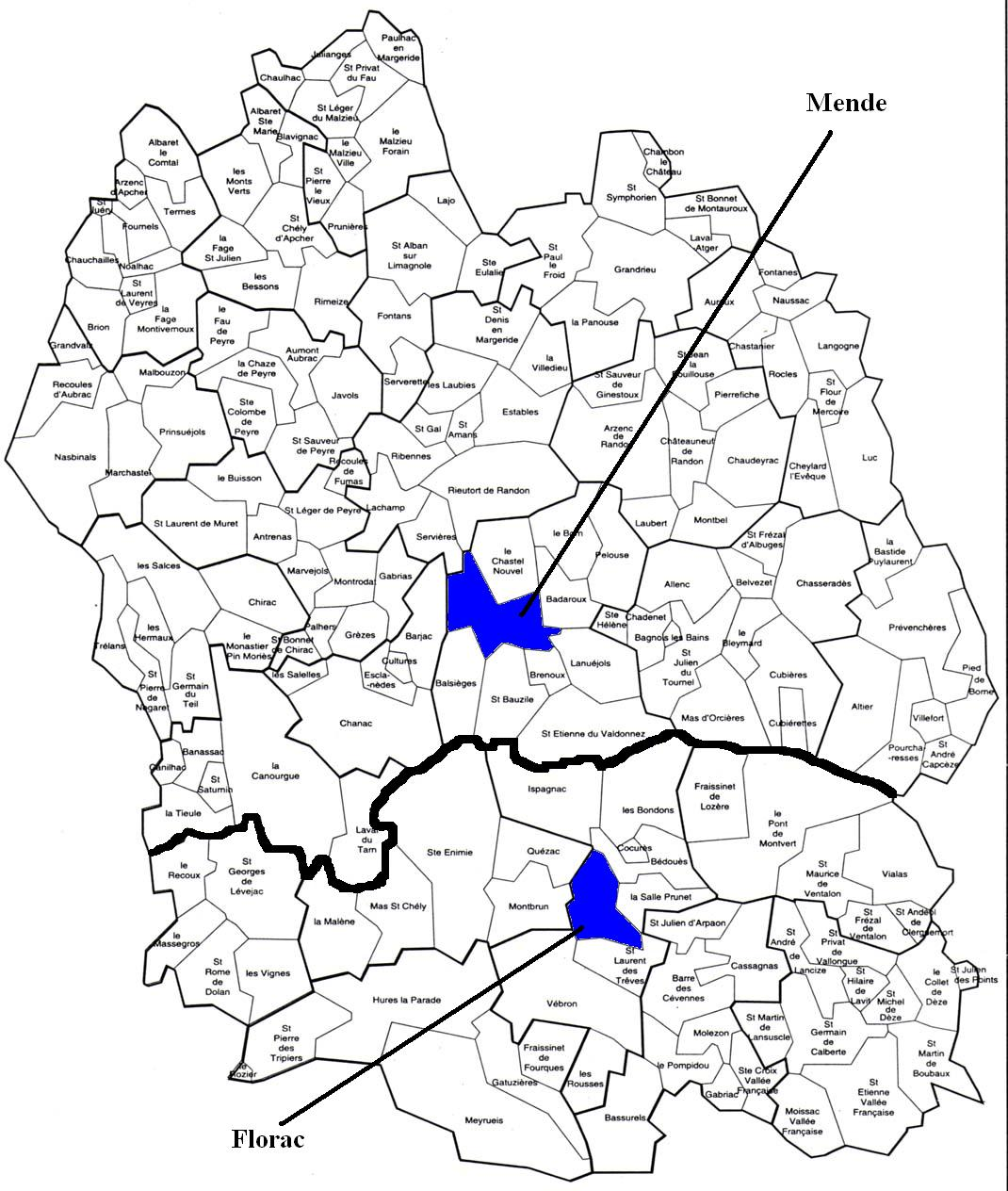
Lozère megye községei

Lozère megyében összesen 185 község (commune) található az 1999-es népszámlálás adatai szerint. A községek száma 1974 óta változatlan.
Az 1999-es népszámláláskor csupán 10 község lakosságszáma lépte túl az 1000 főt, az átlagos lozère-i község 397 lakosú volt. 39 község lakossága még a 100 főt sem érte el, a legkevesebb lakost (37 fő) Saint-Laurent-de-Veyrès-ben írták össze. Az átlagos község területe 27,9 km².

## Községek listája
| INSEE-kód | Irányítószám | Község                         | Lakosság elnevezése | Népesség (2010) |
| --------- | ------------ | ------------------------------ | ------------------- | --------------- |
| 48001     | 48310        | Albaret-le-Comtal              | Albaretois          | 194             |
| 48002     | 48200        | Albaret-Sainte-Marie           | Albaretais          | 564             |
| 48003     | 48190        | Allenc                         | Allencois           | 253             |
| 48004     | 48800        | Altier                         | Altiérois           | 207             |
| 48005     | 48100        | Antrenas                       | Antrenois           | 325             |
| 48007     | 48310        | Arzenc-d'Apcher                | Arzencois           | 49              |
| 48008     | 48170        | Arzenc-de-Randon               | Arzencois           | 201             |
| 48009     | 48130        | Aumont-Aubrac                  | Aumonais            | 1111            |
| 48010     | 48600        | Auroux                         | Aurousiens          | 420             |
| 48013     | 48000        | Badaroux                       | Badarousiens        | 907             |
| 48014     | 48190        | Bagnols-les-Bains              | Bagnolais           | 238             |
| 48016     | 48000        | Balsièges                      | Balsiégeois         | 517             |
| 48017     | 48500        | Banassac                       | Banassacois         | 866             |
| 48018     | 48000        | Barjac                         | Barjacois           | 660             |
| 48019     | 48400        | Barre-des-Cévennes             | Barrois             | 204             |
| 48020     | 48400        | Bassurels                      | Bassurelois         | 43              |
| 48021     | 48250        | La Bastide-Puylaurent          | Bastidois           | 172             |
| 48022     | 48400        | Bédouès                        | Bédouesquins        | 289             |
| 48023     | 48170        | Belvezet                       | Belvézetois         | 92              |
| 48025     | 48200        | Les Bessons                    | Bessonais           | 449             |
| 48026     | 48200        | Blavignac                      | Blavignacois        | 236             |
| 48027     | 48190        | Le Bleymard                    | Bleymardois         | 356             |
| 48028     | 48400        | Les Bondons                    | Bondoniens          | 142             |
| 48029     | 48000        | Le Born                        | Borniquels          | 150             |
| 48030     | 48000        | Brenoux                        | Brenoussiens        | 361             |
| 48031     | 48310        | Brion                          | Brionais            | 98              |
| 48032     | 48100        | Le Buisson                     | Buissonnets         | 225             |
| 48033     | 48500        | Canilhac                       | Canilhacois         | 139             |
| 48034     | 48500        | La Canourgue                   | Canourgais          | 2120            |
| 48036     | 48400        | Cassagnas                      | Cassagnais          | 118             |
| 48037     | 48190        | Chadenet                       | ?                   | 120             |
| 48038     | 48600        | Chambon-le-Château             | Chambonnais         | 292             |
| 48039     | 48230        | Chanac                         | Chanacois           | 1399            |
| 48040     | 48250        | Chasseradès                    | Chasseradois        | 158             |
| 48041     | 48300        | Chastanier                     | Chastaniérois       | 92              |
| 48042     | 48000        | Chastel-Nouvel                 | Castelnoviens       | 736             |
| 48043     | 48170        | Châteauneuf-de-Randon          | Castelrandonnais    | 531             |
| 48044     | 48310        | Chauchailles                   | Chauchaillois       | 97              |
| 48045     | 48170        | Chaudeyrac                     | Chaudeyraciens      | 308             |
| 48046     | 48140        | Chaulhac                       | Chaulhaciens        | 72              |
| 48047     | 48130        | La Chaze-de-Peyre              | Chaziens            | 269             |
| 48048     | 48300        | Cheylard-l’Évêque              | Cheylardais         | 63              |
| 48049     | 48100        | Chirac                         | Chiracois           | 1172            |
| 48050     | 48400        | Cocurès                        | Cocuréléens         | 196             |
| 48051     | 48160        | Le Collet-de-Dèze              | Collétains          | 668             |
| 48053     | 48190        | Cubières                       | Cubiériens          | 175             |
| 48054     | 48190        | Cubiérettes                    | Cubiérettois        | 54              |
| 48055     | 48230        | Cultures                       | Culturois           | 133             |
| 48056     | 48230        | Esclanèdes                     | Esclanédiens        | 319             |
| 48057     | 48700        | Estables                       | Establiens          | 174             |
| 48058     | 48310        | La Fage-Montivernoux           | Fageais             | 168             |
| 48059     | 48200        | La Fage-Saint-Julien           | Fagiens             | 284             |
| 48060     | 48130        | Fau-de-Peyre                   | Faliens             | 182             |
| 48061     | 48400        | Florac                         | Floracois           | 1942            |
| 48062     | 48300        | Fontanes                       | Fontanais           | 118             |
| 48063     | 48700        | Fontans                        | Fontanains          | 212             |
| 48064     | 48310        | Fournels                       | Fournelais          | 368             |
| 48065     | 48400        | Fraissinet-de-Fourques         | Fraissinetais       | 63              |
| 48066     | 48220        | Fraissinet-de-Lozère           | Fraissinetels       | 226             |
| 48067     | 48110        | Gabriac                        | Gabriaciens         | 109             |
| 48068     | 48100        | Gabrias                        | Gabriasois          | 138             |
| 48069     | 48150        | Gatuzières                     | Gatuziérois         | 42              |
| 48070     | 48600        | Grandrieu                      | Grandrieunais       | 760             |
| 48071     | 48260        | Grandvals                      | Grandvaliens        | 83              |
| 48072     | 48100        | Grèzes                         | Grézois             | 225             |
| 48073     | 48340        | Les Hermaux                    | Hermalziens         | 115             |
| 48074     | 48150        | Hures-la-Parade                | Huriens             | 234             |
| 48075     | 48320        | Ispagnac                       | Ispagnacois         | 856             |
| 48076     | 48130        | Javols                         | Javolais            | 331             |
| 48077     | 48140        | Julianges                      | Juliangiens         | 73              |
| 48078     | 48100        | Lachamp                        | Coperoches          | 177             |
| 48079     | 48120        | Lajo                           | Lajoliens           | 108             |
| 48080     | 48300        | Langogne                       | Langonais           | 3014            |
| 48081     | 48000        | Lanuéjols                      | Lanuéjolois         | 317             |
| 48082     | 48170        | Laubert                        | Laubertois          | 102             |
| 48083     | 48700        | Les Laubies                    | Laubiens            | 171             |
| 48084     | 48600        | Laval-Atger                    | Lavalains           | 166             |
| 48085     | 48500        | Laval-du-Tarn                  | Lavalains           | 108             |
| 48086     | 48250        | Luc                            | Lucois              | 227             |
| 48087     | 48270        | Malbouzon                      | Malbouzonois        | 146             |
| 48088     | 48210        | La Malène                      | Malénais            | 166             |
| 48089     | 48140        | Le Malzieu-Forain              | Malzeviens          | 470             |
| 48090     | 48140        | Le Malzieu-Ville               | Malzéviens          | 881             |
| 48091     | 48260        | Marchastel                     | Marchastélois       | 77              |
| 48092     | 48100        | Marvejols                      | Marvejolais         | 5053            |
| 48093     | 48190        | Mas-d’Orcières                 | Masorciérois        | 124             |
| 48141     | 48210        | Mas-Saint-Chély                | Mas-Chélyens        | 140             |
| 48094     | 48500        | Le Massegros                   | Massegrains         | 350             |
| 48095     | 48000        | Mende                          | Mendois             | 12 140          |
| 48096     | 48150        | Meyrueis                       | Meyrueisiens        | 825             |
| 48097     | 48110        | Moissac-Vallée-Française       | Moissacois          | 223             |
| 48098     | 48110        | Molezon                        | Molézoniens         | 90              |
| 48099     | 48100        | Le Monastier-Pin-Moriès        | Monastiériens       | 904             |
| 48100     | 48170        | Montbel                        | Montbellois         | 132             |
| 48101     | 48210        | Montbrun                       | Montbrunels         | 86              |
| 48103     | 48100        | Montrodat                      | Rodimontois         | 1134            |
| 48012     | 48200        | Les Monts-Verts                | Vermondois          | 341             |
| 48104     | 48260        | Nasbinals                      | Nasbinalais         | 500             |
| 48105     | 48300        | Naussac                        | Naussacois          | 205             |
| 48106     | 48310        | Noalhac                        | Noalhacois          | 98              |
| 48107     | 48100        | Palhers                        | Palhérois           | 200             |
| 48108     | 48600        | La Panouse                     | Panousiens          | 77              |
| 48110     | 48140        | Paulhac-en-Margeride           | Paulhacois          | 105             |
| 48111     | 48000        | Pelouse                        | Pelousiens          | 225             |
| 48015     | 48800        | Pied-de-Borne                  | Pédibornois         | 217             |
| 48112     | 48300        | Pierrefiche                    | Pierrefichois       | 164             |
| 48115     | 48110        | Le Pompidou                    | Pompidoliens        | 183             |
| 48116     | 48220        | Le Pont-de-Montvert            | Montvertipontains   | 276             |
| 48117     | 48800        | Pourcharesses                  | Pourcharessois      | 121             |
| 48119     | 48800        | Prévenchères                   | Prévenchérois       | 260             |
| 48120     | 48100        | Prinsuéjols                    | Prinsuéjoliens      | 158             |
| 48121     | 48200        | Prunières                      | Pruniérois          | 253             |
| 48122     | 48320        | Quézac                         | Quézacois           | 348             |
| 48123     | 48260        | Recoules-d’Aubrac              | Recoulais           | 241             |
| 48124     | 48100        | Recoules-de-Fumas              | Recoulois           | 95              |
| 48125     | 48500        | Le Recoux                      | Recoussiens         | 125             |
| 48126     | 48700        | Ribennes                       | Ribennois           | 166             |
| 48127     | 48700        | Rieutort-de-Randon             | Rieutortais         | 756             |
| 48128     | 48200        | Rimeize                        | Rimeiziens          | 605             |
| 48129     | 48300        | Rocles                         | Roclais             | 216             |
| 48130     | 48400        | Rousses                        | Roussois            | 102             |
| 48131     | 48150        | Le Rozier                      | Roziérois           | 150             |
| 48132     | 48120        | Saint-Alban-sur-Limagnole      | Saint-Albanais      | 1505            |
| 48133     | 48700        | Saint-Amans                    | Saint-Amaniens      | 147             |
| 48134     | 48160        | Saint-Andéol-de-Clerguemort    | Andéoliens          | 103             |
| 48135     | 48800        | Saint-André-Capcèze            | Andrécézois         | 168             |
| 48136     | 48240        | Saint-André-de-Lancize         | Andrélancizois      | 126             |
| 48137     | 48000        | Saint-Bauzile                  | Bauziliens          | 609             |
| 48138     | 48100        | Saint-Bonnet-de-Chirac         | Bonnetiens          | 53              |
| 48139     | 48600        | Saint-Bonnet-de-Montauroux     | Bonnetais           | 124             |
| 48140     | 48200        | Saint-Chély-d’Apcher           | Barrabans           | 4323            |
| 48145     | 48700        | Saint-Denis-en-Margeride       | Saint-Dionysais     | 182             |
| 48142     | 48130        | Sainte-Colombe-de-Peyre        | Sainte-Colombains   | 199             |
| 48144     | 48110        | Sainte-Croix-Vallée-Française  | Saint-Crussais      | 319             |
| 48146     | 48210        | Sainte-Enimie                  | Santrimiols         | 527             |
| 48149     | 48120        | Sainte-Eulalie                 | Sainte-Eulalais     | 46              |
| 48157     | 48190        | Sainte-Hélène                  | Sainte-Hélénois     | 71              |
| 48147     | 48000        | Saint-Étienne-du-Valdonnez     | Valdonnezien        | 638             |
| 48148     | 48330        | Saint-Étienne-Vallée-Française | Valfranciens        | 534             |
| 48150     | 48300        | Saint-Flour-de-Mercoire        | Saint-Flouriens     | 184             |
| 48151     | 48170        | Saint-Frézal-d’Albuges         | Saint-Frézaliens    | 53              |
| 48152     | 48240        | Saint-Frézal-de-Ventalon       | Saint-Frézaliens    | 158             |
| 48153     | 48700        | Saint-Gal                      | Saint-Galiens       | 111             |
| 48154     | 48500        | Saint-Georges-de-Lévéjac       | Saint-Georgiens     | 259             |
| 48155     | 48370        | Saint-Germain-de-Calberte      | Germiniens          | 455             |
| 48156     | 48340        | Saint-Germain-du-Teil          | Saint-Germanais     | 798             |
| 48158     | 48160        | Saint-Hilaire-de-Lavit         | Saint-Hilairains    | 108             |
| 48160     | 48170        | Saint-Jean-la-Fouillouse       | Jeanfouillousois    | 166             |
| 48161     | 48310        | Saint-Juéry                    | Saint-Juéryens      | 67              |
| 48162     | 48400        | Saint-Julien-d’Arpaon          | Saint-Julions       | 119             |
| 48163     | 48160        | Saint-Julien-des-Points        | Pontets             | 111             |
| 48164     | 48190        | Saint-Julien-du-Tournel        | Tournelois          | 110             |
| 48165     | 48100        | Saint-Laurent-de-Muret         | Lauretois           | 177             |
| 48166     | 48400        | Saint-Laurent-de-Trèves        | Laurentrévois       | 179             |
| 48167     | 48310        | Saint-Laurent-de-Veyrès        | Veyrésiens          | 43              |
| 48168     | 48100        | Saint-Léger-de-Peyre           | Saint-Légérais      | 169             |
| 48169     | 48140        | Saint-Léger-du-Malzieu         | Saint-Légérois      | 207             |
| 48170     | 48160        | Saint-Martin-de-Boubaux        | Boubaussois         | 172             |
| 48171     | 48110        | Saint-Martin-de-Lansuscle      | Lansusclais         | 186             |
| 48172     | 48220        | Saint-Maurice-de-Ventalon      | Saint-Mauriçais     | 75              |
| 48173     | 48160        | Saint-Michel-de-Dèze           | Saint-Micheliens    | 209             |
| 48174     | 48600        | Saint-Paul-le-Froid            | Saint-Paulans       | 146             |
| 48175     | 48340        | Saint-Pierre-de-Nogaret        | Saint-Pierriens     | 164             |
| 48176     | 48150        | Saint-Pierre-des-Tripiers      | Saint-Pierriers     | 77              |
| 48177     | 48200        | Saint-Pierre-le-Vieux          | Saint-Pierreux      | 286             |
| 48178     | 48240        | Saint-Privat-de-Vallongue      | Privatiers          | 272             |
| 48179     | 48140        | Saint-Privat-du-Fau            | Privatains          | 133             |
| 48180     | 48500        | Saint-Rome-de-Dolan            | Saint-Romans        | 80              |
| 48181     | 48500        | Saint-Saturnin                 | Saint-Saturniens    | 63              |
| 48182     | 48170        | Saint-Sauveur-de-Ginestoux     | Salvadoriens        | 62              |
| 48183     | 48130        | Saint-Sauveur-de-Peyre         | Salvadorais         | 276             |
| 48184     | 48600        | Saint-Symphorien               | Saint-Symphorians   | 249             |
| 48187     | 48100        | Les Salces                     | Salcéens            | 95              |
| 48185     | 48230        | Les Salelles                   | Salellois           | 150             |
| 48186     | 48400        | La Salle-Prunet                | Salle-Prunetais     | 179             |
| 48188     | 48700        | Serverette                     | Serverettois        | 284             |
| 48189     | 48000        | Servières                      | Serviérais          | 182             |
| 48190     | 48310        | Termes                         | Termois             | 217             |
| 48191     | 48500        | La Tieule                      | Tieulois            | 106             |
| 48192     | 48340        | Trélans                        | Trélandais          | 101             |
| 48193     | 48400        | Vebron                         | Vebronnais          | 201             |
| 48194     | 48220        | Vialas                         | Vialassiens         | 433             |
| 48195     | 48210        | Les Vignes                     | Vignois             | 107             |
| 48197     | 48700        | La Villedieu                   | Villadéens          | 40              |
| 48198     | 48800        | Villefort                      | Villefortais        | 608             |

## 1790-1974 között alakult községek
Franciaországban a francia forradalom idején, 1790-ben jöttek létre a községek, melyek nagyrészt a korábbi egyházközségek (paroisse) rendszerén alapultak. Az ekkor kialakult rendszer az elmúlt két évszázadban változatlan maradt, a községek száma viszonylag kismértékben változott. A forradalom idején a megyében (a már meglevő egyházközségek mellett) három új község alakult:
- Pin-Moriès - Pin és Moriès egyesítésével
- Le Pont-de-Montvert - Grizac és Frutgères egyesítésével
- Saint-Juéry - Fournels községtől való elszakadással

A 19. század folyamán összesen 11 új község jött létre, majd ezeket a 20. században négy újabb követte, ezek azonban már nem elszakadással, hanem községegyesítéssel jöttek létre.
| Új község neve          | Megalakulás éve | Mely község(ek)ből alakult                                        |
| ----------------------- | --------------- | ----------------------------------------------------------------- |
| Auxillac                | 1836            | Salmon (megszűnt község)                                          |
| Montjézieu              | 1836            | Salmon (megszűnt község)                                          |
| Lajo                    | 1837            | Saint-Alban                                                       |
| Montbrun                | 1837            | Quézac                                                            |
| Recoules-de-Fumas       | 1837            | Saint-Léger-de-Peyre                                              |
| La Tieule               | 1842            | Banassac                                                          |
| Montbel                 | 1867            | Châteauneuf-de-Randon                                             |
| Laubert                 | 1873            | Châteauneuf-de-Randon                                             |
| Berc                    | 1877            | Arcomie, Termes                                                   |
| Mas-d’Orcières          | 1881            | Saint-Julien-du-Tournel                                           |
| Cheylard-l’Évêque       | 1888            | Chaudeyrac                                                        |
| Pied-de-Borne           | 1964            | Planchamp, Les Balmelles, Saint-Jean-Chazorne (egyesült községek) |
| Hures-la-Parade         | 1971            | Hures, La Parade (egyesült községek)                              |
| Les Monts-Verts         | 1973            | Arcomie, Berc, Le Bacon (egyesült községek)                       |
| Le Monastier-Pin-Moriès | 1974            | Le Monastier, Pin Moriès (egyesült községek)                      |

## Megszűnt községek listája
1800-1974 között 19 község veszítette el közigazgatási önállóságát a megyében. Közülük Planchamp, Saint-Jean-Chazorne és Les Balmelles 1964-ben, valamint Arcomie, Berc és Le Bacon 1973-ban új községekben (Les Monts-Verts és Pied-de-Borne) egyesültek. A többi megszűnt község korábban is létező községekbe olvadt be.
| INSEE-kód | Megszűnt község neve         | Megszűnés éve | Mely községhez tartozik |
| --------- | ---------------------------- | ------------- | ----------------------- |
| 48006     | Arcomie                      | 1973          | Les Monts-Verts         |
| 48011     | Auxillac                     | 1974          | La Canourgue            |
| 48012     | Le Bacon                     | 1973          | Les Monts-Verts         |
| 48015     | Les Balmelles                | 1964          | Pied-de-Borne           |
| 48019     | Les Balmes                   | 1831          | Barre-des-Cévennes      |
| 48024     | Berc                         | 1973          | Les Monts-Verts         |
| 48019     | Le Bousquet-la-Barthe        | 1831          | Barre-des-Cévennes      |
| 48035     | La Capelle                   | 1974          | La Canourgue            |
| 48052     | Combret                      | 1964          | Altier                  |
| 48096     | Meyrueis-Campagne            | 1819          | Meyrueis                |
| 48102     | Montjézieu                   | 1973          | La Canourgue            |
| 48114     | Planchamp                    | 1964          | Pied-de-Borne           |
| 48118     | Prades                       | 1972          | Sainte-Enimie           |
| 48140     | Saint-Chély-Forain           | 1851          | Saint-Chély-d’Apcher    |
| 48159     | Saint-Jean-Chazorne          | 1964          | Pied-de-Borne           |
| 48143     | Sainte-Colombe-de-Montauroux | 1965          | Grandrieu               |
|           | Salmon                       | 1836          | La Canourgue            |
| 48090     | Verdezun                     | 1831          | Le Malzieu-Ville        |
| 48196     | Le Villard                   | 1973          | Chanac                  |

A listán nem szerepelnek Le Monastier és Pin-Moriès, valamint Hures és La Parade községek, melyek Le Monastier-Pin-Moriès és Hures-la-Parade néven egyesültek (előbbiek 1974-ben, utóbbiak pedig 1971-ben).

## Névváltozások
| Régi név             | Új név                        | Névváltozás éve |
| -------------------- | ----------------------------- | --------------- |
| Aumont               | Aumont-Aubrac                 | 1937            |
| Bagnols              | Bagnols-les-Bains             | 1961            |
| Barre                | Barre-des-Cévennes            | 1958            |
| Chambon              | Chambon-le-Château            | 1896            |
| La Chaze             | La Chaze-de-Peyre             | 1972            |
| Inos                 | Le Massegros                  | 1839            |
| Meyrueis-Ville       | Meyrueis                      | 1819            |
| Moissac              | Moissac-Vallée-Française      | 1961            |
| Paulhac              | Paulhac-en-Margeride          | 1928            |
| Puylaurent           | La Bastide-Puylaurent         | 1917            |
| Rieutort             | Rieutort-de-Randon            | 1961            |
| La Rouvière          | Pelouse                       | 1889            |
| Saint-Alban          | Saint-Alban-sur-Limagnole     | 1847            |
| Saint-Bonnet         | Saint-Bonnet-de-Chirac        | 1801            |
| Saint-Chély-du-Tarn  | Mas-Saint-Chély               | 1972            |
| Saint-Chély-Ville    | Saint-Chély-d’Apcher          | 1847            |
| Saint-Denis          | Saint-Denis-en-Margeride      | 1961            |
| Saint-Préjet-du-Tarn | Les Vignes                    | 1914            |
| Sainte-Croix         | Sainte-Croix-Vallée-Française | 1958            |

## Forradalmi nevek
A francia forradalom idején (elsősorban 1792-1794 között) számos község megváltoztatta nevét, különösen akkor, ha a régi név az ancien régime idejére emlékeztetett, vagy valamelyik szentről kapta a nevét. A névváltoztatás a megye déli részén, a forradalom idején a Hegypárt politikai bázisának számító Cévennek-hegységben volt a legelterjedtebb. Ezek a forradalmi nevek rövid életűek voltak, a legtöbb község a jakobinus diktatúra bukása után visszavette a régi nevét. Három község (Bassurels, Moissac és Le Pompidou) tartotta meg csupán a forradalom idején felvett nevet.
| Forradalmi név             | Eredeti név                    |
| -------------------------- | ------------------------------ |
| Bassurels                  | Saint-Martin-de-Campselade     |
| Bellegarde-de-Vallongue    | Saint-Privat-de-Vallongue      |
| Bellegarde-Raudon          | Saint-Privat-de-Vallongue      |
| Calberte                   | Saint-Germain-de-Calberte      |
| Centre-de-Vallée-Française | Sainte-Croix-Vallée-Française  |
| La Combe                   | Saint-Hilaire-de-Lavit         |
| Côte-de-Lancize            | Saint-André-de-Lancize         |
| Côte-Libre                 | Saint-Germain-de-Calberte      |
| Galeizon                   | Saint-Léger-de-Peyre           |
| Grand-Air                  | Saint-Symphorien               |
| Moissac                    | Notre-Dame-de-Val-Francèsque   |
| Montjoye-de-Ventalon       | Saint-Maurice-de-Ventalon      |
| Paix-de-Ventalon           | Saint-Frézal-de-Ventalon       |
| Le Pompidou                | Saint-Flour-du-Pompidou        |
| Puy-Roc                    | Sainte-Enimie                  |
| Rivière-de-Gardon          | Saint-Michel-de-Dèze           |
| Roche-Libre                | Saint-Chély-d’Apcher           |
| Val(lé)-Libre              | Saint-Étienne-Vallée-Française |

## Külső hivatkozások
- A jelenlegi és a megszűnt községek teljes listája